# Методій Кароль Іваніщув
Методій Кароль Іваніщув (пол. Karol Iwaniszczów; у хрещенні Методій; 13 серпня 1910, с. Поляна, нині Україна — 2 липня 1941, м. Чортків, нині Україна) — католицький діяч, слуга Божий католицької церкви, вбитий НКВС.

## Життєпис
Методій Кароль Іваніщув народився 13 серпня 1910 року у селі Полянах, в сім'ї Мартіна і Катерини (уроджена Собковська).
До ордену він жив і працював у Львові. До домініканців він потрапив після зустрічі з магістром III ордена св. Домініка Анелі Рудницької. Під її впливом він прийняв звичку співробітника в 1934 році. У новіціаті він був вихований під опікою отця Бертрана Чирнека, а потім у костелі Божого Тіла у Львові.
24 вересня 1935 р. від руки Слуги Божого, отця Яцека Воронецького, генерального вікарія польської провінції, він складає релігійні обітниці. За даними каталогів, у 1935—1936 роках перебував ще у Львівському монастирі, а з 1937 року — у Чорткові. У 1938 році він продовжив ще на три роки тимчасові обіти. У Чортківському монастирі він виконував функції кухаря і працював на Монастирському господарстві. Парафіяни з Чорткова згадують його як дуже милого і скромного ченця. Отець Павло Келар свою зустріч у Чорткові з бр. Мефодієм описує так: «брат кухар, здається, має стурбований вигляд, хоча посміхається доброзичливо». 2 липня 1941 року в Чорткові закінчилося його життя мученицькою смертю.

### Беатифікаційний процес
Від 12 листопада 2006 року триває беатифікаційний процес прилучення бр. Кароля Іваніщува до лику блаженних.